# Holger Biege
Holger Biege (* 19. September 1952 in Greifswald; † 25. April 2018 in Lüneburg) war ein deutscher Komponist, Sänger, Pianist, Arrangeur und Texter.

## Leben
Biege absolvierte eine Klavier- und Gesangsausbildung an der Musikschule Friedrichshain in Ost-Berlin und war ab 1975 Mitglied der Schubert-Band. 1976 und 1977 hatte er erste Auftritte in Polen, der ČSSR und West-Berlin. 1978 erschien bei Amiga sein erstes Album Wenn der Abend kommt. Das Album enthielt auch seinen wohl erfolgreichsten und bekanntesten Titel Sagte mal ein Dichter. 1979 folgte ein weiteres Album namens Circulus. Die Texte beider Langspielplatten stammten von Fred Gertz und Ingeburg Branoner, die Musik von Biege selbst. Für die LPs wurde er 1978 und 1979 von der Jugendzeitschrift neues leben zum „Interpreten des Jahres“ gewählt. Daneben komponierte er auch für seinen Bruder Gerd Christian. 1980 gründete Biege eine eigene Band.
Nach einem genehmigten Gastspiel blieb er 1983 ohne Ausreiseerlaubnis in West-Berlin und übersiedelte dann nach Hamburg. Nach einigen Monaten der Schikane durfte seine Familie nachziehen. Die Hoffnung auf künstlerische Freiheit erfüllte sich jedoch nicht, den ideologischen Vorgaben der DDR folgten marktstrategische Interessen der westlichen Musikindustrie, von denen er sich ebenso beeinträchtigt fühlte. 1984 veröffentlichte er sein drittes Album Das eigene Gesicht, seine erste LP in der Bundesrepublik Deutschland, beim Label Polydor. Die meisten Texte für dieses Album schrieb Michael Kunze. Bekanntheit und Erfolg erreichte er in der BRD jedoch nicht. Nachdem er einen Urheberrechtsstreit gegen Annette Humpe wegen des Titels Codo … düse im Sauseschritt, dessen Melodie aus Sicht Bieges auf eine seiner Kompositionen in der DDR zurückginge, ausgelöst hatte, arbeitete Biege als Gutachter und Sachverständiger für Plagiatsfälle. Doch die Tätigkeit missfiel ihm, sodass er sie wieder beendete und in eine finanziell schwierige Lage geriet.
1990 unternahm Biege eine Solo-Konzerttournee durch die DDR. In den darauffolgenden Jahren fungierte Holger Biege gemeinsam mit seiner Frau als sein eigener Veranstalter, um selbstbestimmt tätig zu sein, was einen immensen organisatorischen Aufwand für das Paar bedeutete. Konzertreisen durch Ostdeutschland, wo Biege noch immer bekannt und populär war, stellten zu dieser Zeit die Haupteinnahmequelle der Familie dar.
1994 erschien das Album Leiser als Laut. Ein Großteil der Songs war bereits Anfang der 1980er Jahre in der DDR entstanden, wobei sich Biege im Entstehungsprozess von den damaligen AMIGA-Verantwortlichen behindert sah. Die Texte hatte zum Teil Werner Karma geliefert. Im Januar 1983 hatte sich Biege noch an Rock für den Frieden mit dem Karma-Titel Meine Hände beteiligt. Eine Veröffentlichung des Songs auf der dazugehörigen AMIGA-LP wurde aufgrund Bieges Ausreise jedoch verhindert. Dies hatte auch mit Werner Karma, der Biege ebenso wie Silly als kritische Akteure der DDR-Musikszene geschätzt hatte, zu einem Zerwürfnis geführt. Nach der Wende fanden Karma und Biege jedoch wieder zusammen. So konnte das Album doch noch produziert und veröffentlicht werden. 1997 erschien mit Zugvögel ein fünftes Studioalbum, auf dem Biege sich noch weiter von der Popmusik distanzierte und größtmögliche Authentizität und Kompromisslosigkeit anstrebte.
Am 12. Juni 2012 erlitt er einen Schlaganfall. Eine geplante Tournee anlässlich seines 60. Geburtstages konnte deswegen nicht stattfinden. Zu seinem 65. Geburtstag erschien 2017 das Liederbuch Deine Liebe und mein Lied mit CD. Biege verarmte zusehends, die Familie lebte von Sozialhilfe. Ein behindertengerechtes Auto konnte durch einen Spendenaufruf finanziert werden. Im April 2018 erlag er schließlich den Folgen eines ärztlichen Behandlungsfehlers. Im September 2018 wurde von Anhängern und Freunden der Holger Biege e. V. gegründet.
Holger Biege war verheiratet und hatte zwei Kinder. Er lebte ab 1998 in Metzingen im Landkreis Lüchow-Dannenberg.

## Diskografie

### Alben
- 1978: Wenn der Abend kommt (LP)
- 1979: Circulus (LP)
- 1984: Das eigene Gesicht (LP)
- 1990: 84/85/90 (LP, Kompilation mit einer Auswahl aus den 1980er Jahren)
- 1990: Will alles wagen (LP/CD, Kompilation mit einer Auswahl aus den 1970er Jahren)
- 1994: Leiser als laut (CD)
- 1994: Wenn der Abend kommt/Circulus (CD, Neuausgabe der ersten zwei LPs)
- 1996: Die schönsten Balladen (CD)
- 1997: Zugvögel (CD)
- 2001: Lieder atmen, Lieder tanken (live) (CD)
- 2003: Produktionen aus den 90’er Jahren (CD, Eigenverlag)
- 2006: Produktionen aus den 80’er Jahren (CD, Eigenverlag)
- 2010: Freistil (unveröffentlicht)
- 2015: Die Original-Alben (fünf CDs mit 19 Bonusstücken)
- 2022: Holger Biege 70 (Doppel-CD / DVD)

## Dokumentarfilm
- 1979: Holger Biege (DEFA-Kurzdokumentarfilm, Regie: Jürgen Steinheisser)[9]